# Struisbaai
Struisbaai es un asentamiento costero en la región de Overberg de la provincia del Cabo Occidental en Sudáfrica. La ciudad está en el Cabo de las Agujas en el municipio local del distrito de Overberg, a unos doscientos kilómetros al sur este de Ciudad del Cabo, y a cuatro kilómetros del cabo de las Agujas, que es el punto más meridional del continente africano.
La ciudad es un antiguo pueblo de pescadores que durante muchos años lució un hermoso puerto natural. Desde entonces, ha tenido lugar mucho desarrollo, pero Struisbaai sigue estando relativamente al margen de los rigores del desarrollo excesivo. Muchos pescadores todavía residen en esta población, pero actualmente es conocida por sus actividades de ocio, entre las que se incluyen pesca, equitación, senderismo, paintball, quadbiking y el buceo. 

## Historia
El origen exacto del nombre de Struisbaai sigue siendo un tema de debate. Diversos relatos históricos destacan 3 orígenes diferentes para el nombre de la ciudad. La primera hipótesis lo atribuye al nombre dado a la paja o paja de los techos de las cabañas de pescadores dispersas a lo largo de la costa que se denominaban strooi en afrikáans. Otra hipótesis plantea que se deriva de las avestruces ("Struisvogel" en holandés) que tenían a esta área como su hogar. Por último, también se cree que el nombre podría derivarse de una palabra arcaica holandesa que significa "enorme" y que era como se conocía a los largos tramos de playa de la región. Esta última definición parece más plausible ya que Struisbaai tiene la playa más larga en el hemisferio sur, extendiéndose por un total de 14 kilómetros.

## Demografía
Con un área de 14.34 km², Struisbaai tenía una población de 3877, según los datos del censo del año 2011.  La etnia predominante era la mestiza con un 50.27% de la población, seguida por los blancos con un 35.5% y los negros con un 12%. La lengua materna de la mayoría de los habitantes es el afrikáans, siendo hablada por un 85.24%.